# Epaminondas José de Araújo
Dom Epaminondas José de Araújo OFS (Caiçara, 19 de março de 1922 — João Pessoa, 9 de junho de 2010) foi um bispo católico brasileiro. 
Foi o primeiro bispo das dioceses de Ruy Barbosa e Anápolis e o segundo bispo de Palmeira dos Índios.

## Biografia
Estudou Filosofia no Seminário Arquidiocesano da Paraíba (1939-1940). Fez Teologia em João Pessoa (1941-1945) e Sociologia Religiosa no Rio de Janeiro (1956). Ordenado presbítero em 12 de agosto de 1945, foi sagrado bispo por Dom Armando Lombardi, Dom Eugênio de Araújo Sales e Dom Otávio Barbosa Aguiar em 23 de março de 1960 com o lema episcopal: “In verbo tuo” (Na Tua Palavra).Atuou em três diferentes dioceses do Brasil. Foi o primeiro bispo de Ruy Barbosa, na Bahia, de 1960 a 1966. Depois foi o primeiro bispo da diocese de Anápolis, em Goiás, de 1966 a 1978 e, por fim, o segundo bispo de Palmeira dos Índios, em Alagoas, de 1978 a 1984. Foi membro da Comissão Representativa da CNBB de 1966 a 1978 e participante do Concílio Vaticano II.

## Episcopado
A posse de Dom Epaminondas em Palmeira dos Índios teve a presença de alguns Bispos do Nordeste, entre os quais Dom Miguel Fenelon Câmara Filho, então arcebispo de Maceió e Dom Hélder Câmara, então arcebispo de Olinda e Recife. Seu pastoreio foi marcado pelo esforço de atualizar o clero nas linhas do Concílio Vaticano II, Para isso sempre chamava a sua diocese alguns sacerdotes e teólogos a fim de ministrarem cursos sobre os ensinamentos conciliares implementados no Brasil pela CNBB. “Recrutar e formar os seminaristas foi outra atividade prioritária”, assim se expressou D. Epaminondas.Preocupou-se com a catequese e por isso nomeou uma religiosa para coordenar na Diocese o ensino religioso. Dinamizou o movimento do Cursilho de Cristandade.

## Bispo Emérito
Depois de renunciar, por razões de saúde, mudou-se para João Pessoa, onde realizou vários trabalhos de evangelização,principalmente pregando retiros. Foi diretor espiritual de muitos padres e foi também o diretor espiritual da Comunidade Católica Nova Berith em João Pessoa.

## Atividades antes do episcopado
Funções exercidas pelo Padre Epaminondas:
Vigário em Alagoinha – PB (1951).
Vigário em Araruna – PB (1952-1953).
Vigário em Alagoa Grande – PB (1954-1957).
Fundador e primeiro assistente espiritual da Juventude Agrária e Rural Católica na Paraíba (1954).
Vigário da Catedral na Arquidiocese da Paraíba – PB (1958).
Professor no Seminário Arquidiocesano em João Pessoa – PB (1946).
Capelão no Orfanato Dom Ulrico e no Colégio das Neves (1958-1959).
Diretor de “A Imprensa”, em João Pessoa – PB (1958-1959).

## Livros Publicados
Publicou as seguintes obras:
“O leigo na Igreja”, Ed. Vozes, 1971.
“Caminhos de Crescimento”, Ed. Paulinas, 1975.
“Minha Igreja Peregrina”, Ed. Paulinas, 1977.
“Um Jovem Nonagenário”, Ed. Universidade Federal de Alagoas, 1983.
“Itinerário de um Bispo”, Ed. Chaves.
“Liturgia e vida cristã”, João Pessoa – PB.

## Morte
Morreu em João Pessoa no dia 09 de junho de 2010, no hospital samaritano. Seu corpo foi velado na Catedral Basílica de Nossa Senhora das Neves, no centro de João Pessoa, e o sepultamento ocorreu na cripta da Catedral Basílica de Nossa Senhora das Neves, onde ele foi pároco em 1958 e onde ele foi ordenado Bispo em 1960, tinha 88 anos e sofria com uma metástase. No dia 31 de maio de 2010, submeteu-se a uma cirurgia para a retirada de um tumor maligno que se instalou no seu pulmão. 